# Stade Père Jégo
Stade Père Jégo (arab. ملعب الأب جيكو) – stadion piłkarski znajdujący się w marokańskim mieście Casablanca. Na tym obiekcie swoje mecze rozgrywa Étoile Casablanca oraz Racing Casablanca. Na trybunach znajduje się 10,000 miejsc siedzących. Nawierzchnia stadionu jest trawiasta.